# Melinda Gates
Melinda French Gates (rojena Melinda Ann French), ameriška filantropinja, 15. avgust 1964, Dallas, Teksas, Združene države Amerike
Gatesova je nekdanja menedžerka pri Microsoftu. Je žena Billa Gatesa in soustanoviteljica dobrodelne fundacije Bill & Melinda Gates.